# Sauber Mercedes C11
La Sauber Mercedes C11 est une voiture de course de l'écurie suisse et allemande Team Sauber Mercedes, construite pour le Championnat du monde des voitures de sport qu'elle remporte en 1990. Elle succède à la Sauber C9 dont elle reprend le moteur, le moteur V8 Mercedes M119 5 Litres. Pour la première fois, Mercedes-Benz intègre son nom dans celui de la voiture, les voitures étant nommées jusque là par Sauber suivi du nom du modèle. Sauber appelle la voiture C11 pour éviter C10, qui sonne mal en allemand.

## Historique
La C11 fait ses débuts lors de la première course du Championnat du monde des voitures de sport de 1990 où Sauber se présente à Suzuka avec une C11 et une Sauber C9 de l'année précédente ainsi qu'une C9 de remplacement. Cependant, la C11 de Jean-Louis Schlesser et Mauro Baldi a eu un accident lors d'un entraînement. Schlesser et Baldi optent pour le mulet. Lors de la deuxième course à Monza, l'équipe engage deux C11 et prend les deux premières places. À l'exception de la manche de championnat suivante à Silverstone, la voiture remporte toutes les courses et Sauber remporte le championnat du monde des constructeurs de voitures de sport.
Bien que l'équipe Sauber-Mercedes ait remporté la victoire au classement général avec la C9 aux 24 Heures du Mans 1989, elle décide de ne pas y participer en 1990, la course ne figurant pas au calendrier du championnat du monde des voitures de sport.
En 1991, la formule de consommation du groupe C, selon laquelle la conception du moteur est libre mais que la consommation de carburant ne peut pas dépasser 60 l/100 km, est supprimée. Au lieu de cela, comme en Formule 1, un moteur atmosphérique de 3,5 litres est nécessaire ; les voitures de course équipées de moteurs turbo restent autorisées mais sont désavantagées par diverses mesures restrictives. La C11 doit donc être remplacée par la Mercedes-Benz C291, adaptée aux nouvelles réglementations et également utilisée lors des premières courses du Championnat du monde des voitures de sport 1991 en raison de problèmes avec son nouveau moteur V12 M 291 de Mercedes à 180 degrés. Au moment de son remplacement complet, la C11 avait remportée trois victoires de catégorie de plus que la nouvelle C291.

## Palmarès
- Championnat du monde des voitures de sport :
  - Champion en 1990
  - Victoire aux 480 kilomètres du Nürburgring 1990

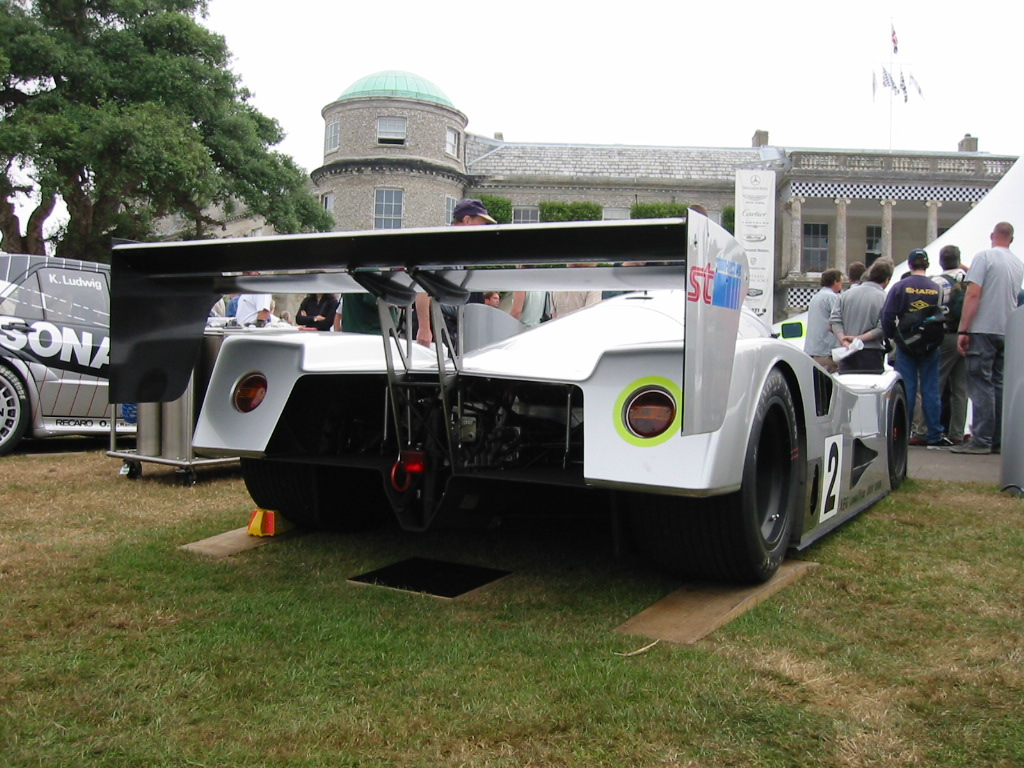
L'arrière de la voiture.

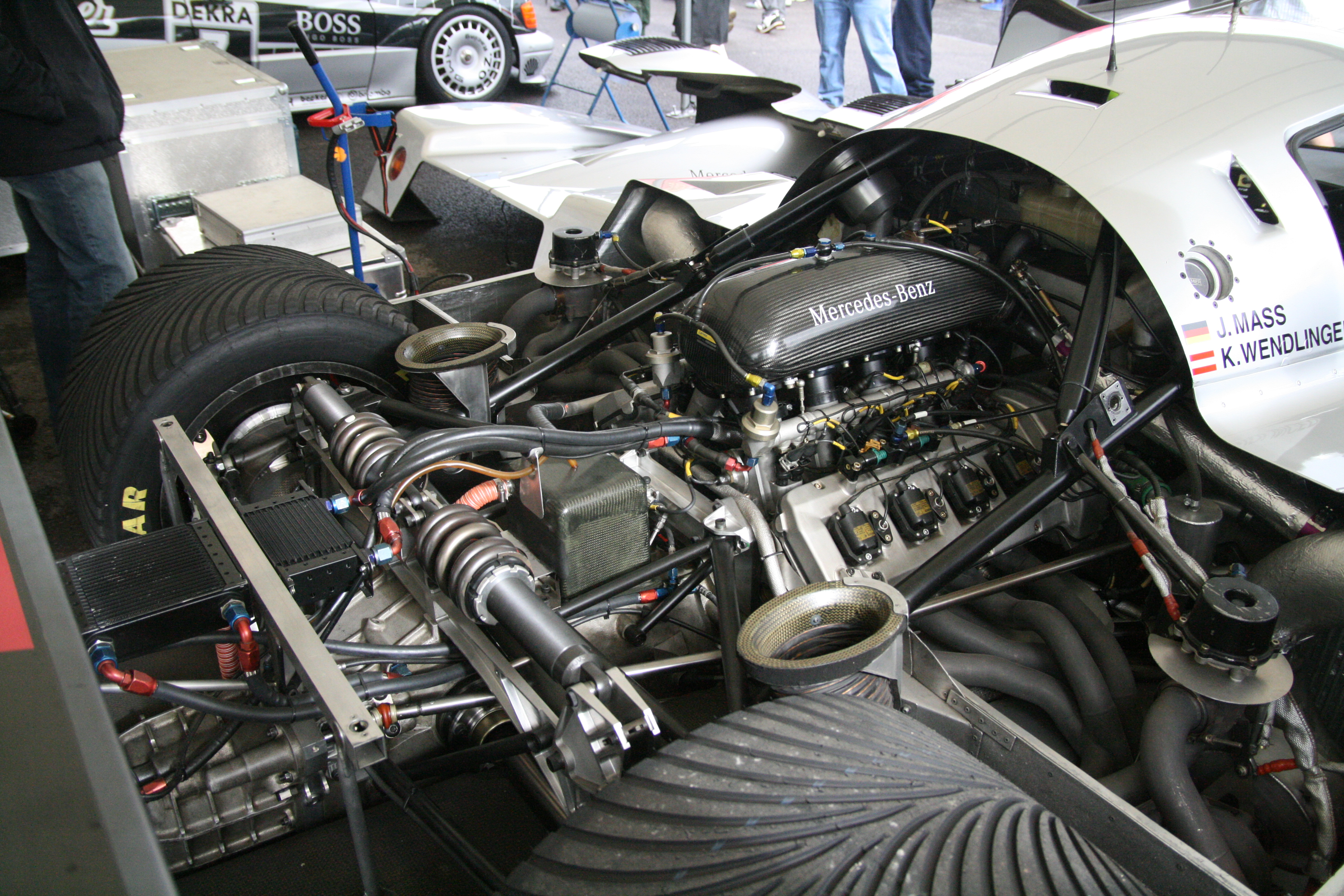
Le moteur de la voiture.

  - Victoire aux 480 kilomètres de Spa 1990
  - 3e position en 1991 (catégorie C2)

- 24 Heures du Mans :
  - 5e position en 1991